# I martiri d'Italia (film 1927 Laurenti Rosa)
I martiri d'Italia è un film muto del 1927 diretto da Silvio Laurenti Rosa.

## Trama
« È la storia d'Italia, dell'Italia nostra. così bella e così cara, vero giardino d'Europa, che in diversi quadri passa davanti agli occhi degli spettatori. Dapprima sono gli Unni che nel 476 calano dalle selve germaniche nelle fiorite aiuole della Patria nostra: seguono gli Spagnuoli nel Regno delle due Sicilie; vengono poi i primi eroi dell'indipendenza italiana, dapprima localizzati in diversi centri ed in seguito sparsi per tutta la penisola [...]. E la storia culmina cogli avvenimenti del 1858 - 1870. È sempre il barbaro che, calato dalle brume del Nord, passeggia, truce nell'aspetto e fiero nello sguardo, al bel sole del meriggio italiano. Di buon effetto e di facile entusiasmo a rinfocolare l'amor di patria, perché questa sempre più risplenda, fulgida di gloria, "Maestra e Donna al mondo intero"».

## Produzione
Girato e prodotto quasi alla chetichella, il film, anche se venne presentato per il visto censura con il titolo Il trionfo di Roma, uscì nelle sale con lo stesso titolo e nello stesso periodo del film di Domenico Gaido prodotto dalla Pittaluga, pellicola che costituiva uno degli avvenimenti di maggior spicco della stagione cinematografica. Risultò quindi palese sia la sleale concorrenza che un evidente plagio da parte del Laurenti Rosa. L'episodio scatenò non poche polemiche, la stampa specializzata fece da cassa di risonanza: «[...] non è leale e onesto aspettare che una Casa programmi il proprio lavoro per lanciarne, con premeditazione ed all'ultima ora, un altro dello stesso genere, presumibilmente messo insieme alla meglio e, soprattutto, con lo stesso titolo; lavoro che era stato tenuto segreto fino all'ultimo momento!». Alcuni giornali inserirono anche dei flani cinematografici che annunciavano che l'unico vero Martiri d'Italia era il film della Pittaluga e che «bisognava diffidare dalle contraffazioni». Nella polemica intervenne anche Umberto Paradisi, che fece pubblicare su vari giornali una lettera in cui dissociava il suo nome, che figurava nei credits del film, negando di aver partecipato, in qualsiasi veste, alla edizione di «un film eseguito dal signor Silvio Laurenti Rosa e che si intitola I martiri d'Italia, lo stesso titolo che fregia il lavoro del mio amico Domenico Gaido e editato dalla Soc. Pittaluga».

## Accoglienza

### Critica
(Il Popolo d'Italia, 10 aprile 1927)
(G. Pelosi, La vita cinematografica, giugno 1927)
(G. Marchesini, Il corriere cinematografico, 16 aprile 1927)